# Bernhard III. (Baden-Baden)
Markgraf Bernhard III. von Baden (* 7. Oktober 1474; † 29. Juni 1536) erbte 1515 gemeinsam mit seinen beiden Brüdern Ernst I. und Philipp von seinem Vater Teile der Markgrafschaft Baden. Er regierte seinen Teil von 1515 bis 1536.

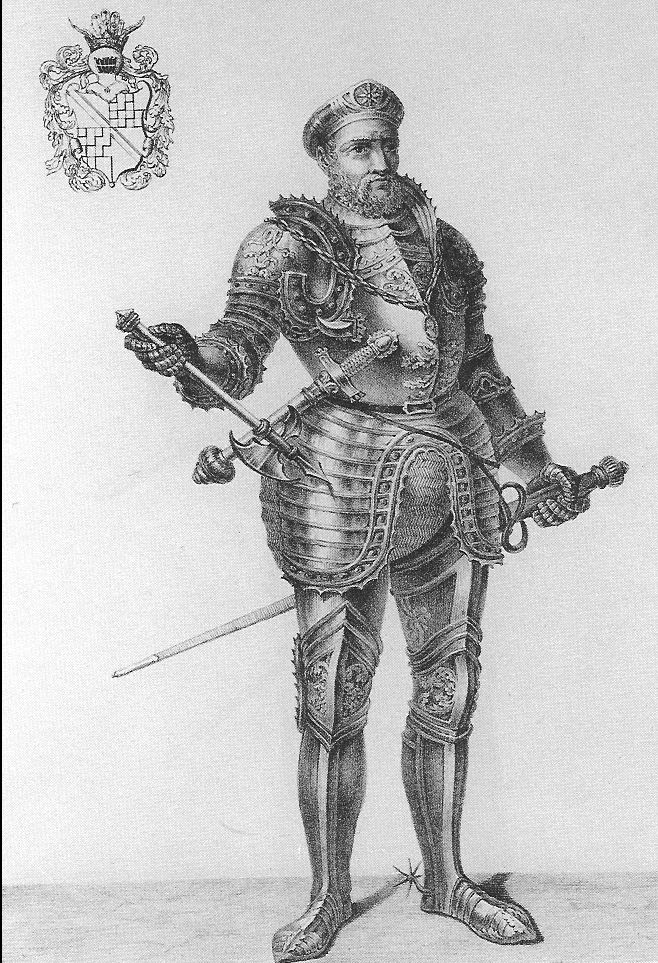
Bernhard III. von Baden

Nachdem sein Bruder Philipp 1533 gestorben war und dessen Teil an ihn und seinen Bruder Ernst I. zurückgefallen war, entstanden die beiden Regierungslinien
- „Bernhardinische Linie“ (katholisch) Baden-Baden und
- „Ernestinische Linie“ (protestantisch) Baden-Durlach.

Erst nach dem Aussterben der Linie Baden-Baden wurde die Markgrafschaft Baden 1771 unter Markgraf Karl Friedrich wieder vereinigt.
Bernhard wurde am Hofe von Kaiser Maximilian erzogen und ging mit seinem Freund Philipp, dem Sohn Maximilians, nach Spanien. Philipp wurde 1504 zum König von Spanien ernannt.
Markgraf Bernhard neigte in späteren Jahren zum Protestantismus und führte in der oberen Markgrafschaft die Reformation ein.

## Ehe und Nachkommen
Bernhard III. heiratete 1535 zwei Jahre vor seinem Tod Franziska von Luxemburg, Gräfin von Brienne und Luxemburg († 17. Juni 1566), die Tochter des Grafen Charles I. de Luxembourg-Ligny. Aus der Ehe sind zwei Söhne hervorgegangen, wobei der Zweitgeborene, Christoph, erst nach dem Tode des Markgrafen geboren wurde.
- Philibert (* 22. Januar 1536; † 3. Oktober 1569)
- Christoph (* 26. Februar 1537; † 2. August 1575)

Bernhard hatte jedoch noch zahlreiche außereheliche Kinder, wovon sechs Söhne (Bernhard, Philipp, Johann, Georg, Caspar und Melchior) bekannt sind. Kaiser Karl V. erklärte 1532 Georg, Caspar und Melchior zu rechtmäßigen Prinzen, später auch noch Bernhard und Philipp. Diese Söhne waren zwar nicht erbberechtigt, erhielten jedoch auch nach dem Tod des Vaters eine Unterhaltszahlung.